# 사이타마현 제9구
사이타마현 제9구(일본어: 埼玉県第9区)는 일본의 중의원 선거구이다. 1994년 일본 공직선거법이 개정되면서 신설되었다.

## 지역
- 한노시
- 사야마시
- 이루마시
- 히다카시
- 이루마군
  - 모로야마정
  - 오고세정